# 짐 (기업)

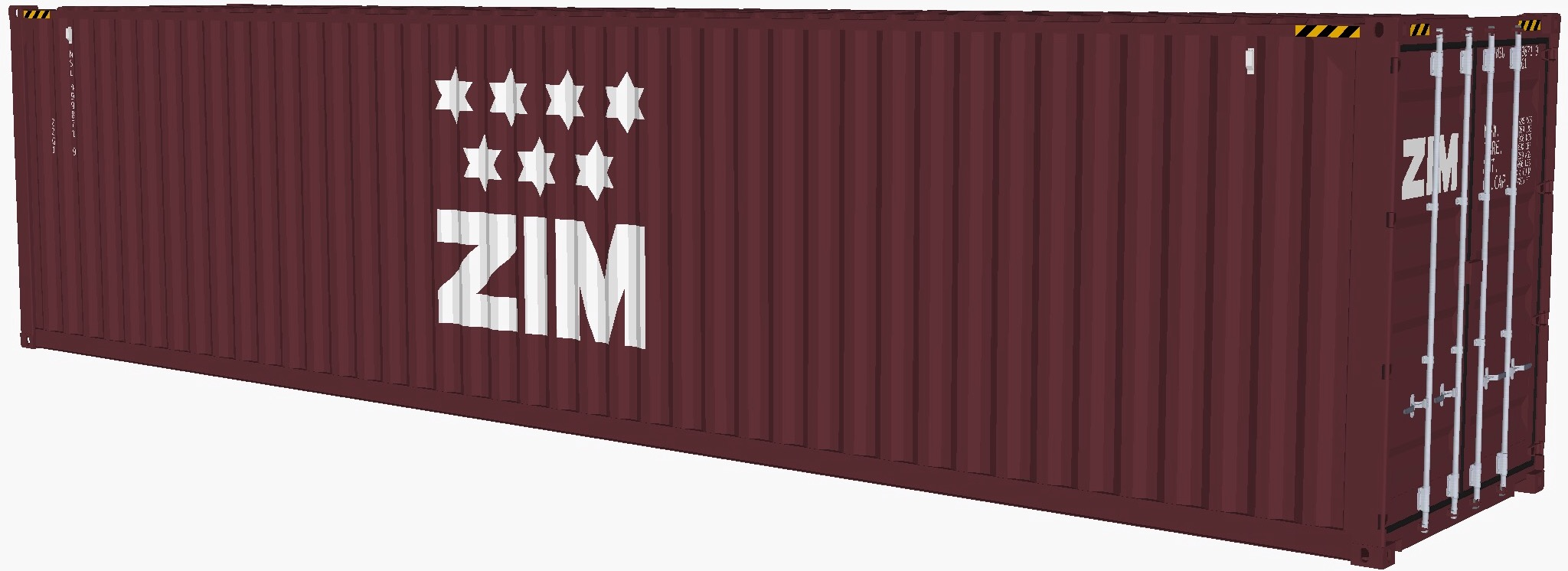

짐(Zim Integrated Shipping Services )(히브리어: צים)은 이스라엘 최대의 화물 해운 회사이다. 세계에서 16번째로 규모가 크다. 'ZIM'은 성서의 히브리어로 '큰 배', '함대'라는 뜻이다. 예전 명칭은 'Zim American Israeli Shipping' 및 'ZIM Israel Navigation Company'였다.

## 역사
ZIM 은 1945년에 설립되었다. 당시 런던의 해리스(Harris) 및 딕슨(Dixon)와 협력 관계를 맺고 ZIM의 첫 선박을 구입하였다. 이 배는 리노베이트되어서 이름을 "케드마"라고 바꾼 후, 1947년 여름에 팔레스타인으로 이동하였다. 최초 몇 년간은 이 배는 새로운 국가에 수십 만의 이주자들을 옮기는 역할을 하였다. 이스라엘 건국 전, 팔레스타인으로의 비밀 이주에 이용된 다른 배들은 영국이라는 권위에 의거, 압수되었다. 압수된 배는 나중에는 이 회사 소속이 되었다. 이 회사는 계속 배를 사들였다. "넥바", "아르챠", "갈릴라" 같은 이름을 붙여 나갔다.
1948년의 전쟁 중, 이 회사는, 이스라엘에 식량, 화물, 군사 물자들을 공급하는 유일한 해양 공급로였다.
1953년 이스라엘이 서독에게서 받은 보상금 중 일부는, 이 회사가 36 척의 새로운 배를 사는 데 할당되었다. ZIM은 이때 사세를 크게 확장하였다.
1950년대와 1960년대 사이에는 ZIM은 꾸준한 성장세를 보이는 화물 운송 사업 외에도, 여객 수송 사업에도 집중을 하였다. 싼 항공 운송 수단이 나오기 전까지는, 당시 정기선은 매운 흔한 여객 운송 수단이었고, 또한 여행/오락용 크루즈도 인기가 많았다. ZIM의 배들은 지중해를 항해하였고, 멀리는 미국까지의 정기적 항해도 하였다. 겨울에 캐리비안 해까지도 항해하는 선박도 있었다. 그러나 1964년 건조한 여객선 ""샬롬""은 참담한 실패를 겪었고, ZIM의 여객 수송 시대도 막을 내렸다.
1960년대는 ZIM은 다시 화물 운송에 집중하였다. 다수의 특수 목적선들을 입수하였다. 냉장선이라든지 유조선 등을 입수하였다. 이란에서 이스라엘까지 원유를 수송하였고, 이스라엘에서 다시 석유화학 부산물들을 유럽으로 수출하였다.
1970년대에는 ZIM은 컨테이너 해운 사업으로 진출하였다. ZIM은 6척 가량의 컨테이너 선을 주문하였다. 컨테이너 해운 사업은 ZIM의 주요 사업 부문이 되었다.
1981년 ZIM의 선박인 "메자다"가 침몰하였다. 게다가 1980년대 초기의 해운 업계의 불황이 겹쳐 ZIM은 타격을 입었다. 1990년대에는 사업을 회복하였고, 독일에서 15척 가량의 선박을 주문하였다. 현재 ZIM의 지분은 이스라엘 정부 및 "하체브라 레-이스라엘"이 나누어 갖고 있다.

## 현재
2004년 ZIM은 Ofer Brothers Group에 인수되었다. 사유화 이후 공식 사명이 Zim Integrated Shipping Services로 바뀌었다.